# Porsche 924 50 Jahre edition
De  Porsche 924 50 Jahre edition, met als projectnaam M402, is een auto gemaakt door Porsche. Deze werd ter gelegenheid van het vijftigjarig bestaan van het bedrijf Porsche uitgebracht, tegelijkertijd met de  Porsche 911 en Porsche 928 in dezelfde uitvoering. In totaal werden 1014 stuks van deze auto gemaakt. Daarvan waren 589 stuks voor Duitsland en 425 voor de overige landen, die af en toe in detail verschillen.

## Uiterlijk en chassis
- Bouwjaar: modeljaar 1982 van 07/81-09/81,
- de kleur is in Zinn-metallic LM7V voor de thuismarkt en Platin-metallic kleur nummer LM8U voor overige markt
- viergats door de Porsche 924 Turbo geïnpireerde cross-spaaksvelgen met 205/60-HR15-banden
- de voor dat jaar nog bijzondere Porsche 924 Turbo-spoiler
- elektrische buitenspiegels links en recht
- getint glas
- elektrische ramen

## Interieur
- Vloerbedekking in lichtgrijs/beige.
- De stoelen zijn zwart leder (leer voor de thuismarkt  skai voor de overigen)  met in het midden pin-strepen van stof zwart/berge. Op de hoofdsteunen van de voorstoelen is de naam van Ferdinand Porsche geborduurd.
- De deurpanelen zijn net als de binnenkant van de stoelen pin-strepen van stof zwart/beige.
- Driespaaks leren stuurwiel.
- Cassette/opberg/armsteun.
- Antenne, 3 luidsprekers en een faderknop.

## Andere 924's
- Porsche 924
- Porsche 924 Martini
- Porsche 924 Sebring
- Porsche 924 Le Mans
- Porsche 924 Weissach
- Porsche 924 Turbo
- Porsche 924 Carrera GT
- Porsche 924 Carrera GTS
- Porsche 924 Carrera GTR
- Porsche 924 Turbo Italy
- Porsche 924S
- Porsche 924S Le Mans